# Gerontologia
Gerontologia – nauka o procesach starzenia się. Jest to interdyscyplinarny splot biologii, medycyny, kulturoznawstwa, psychologii i zasadniczo antropologii kulturowej w terenie. Gerontologii nie należy mylić z geriatrią, która jest nauką o chorobach wieku podeszłego.
Istnieje osobna nowa podgałąź gerontologii, gerontologia porównawcza, gdzie badane są zestawienia dwu lub więcej populacji czy ustalonych procesów starzenia się pod względem różnic nacechowanych kulturowo, środowiskowo, genetycznie czy etnicznie.
Inne podgałęzie gerontologii to m.in. gerontologia biologiczna, gerontologia społeczna i gerontologia demograficzna.
Osoby zainteresowane geriatrią i gerontologią zrzesza Polskie Towarzystwo Gerontologiczne. Organizacjami zawodowymi lekarzy geriatrów są Kolegium Lekarzy Specjalistów Geriatrii w Polsce i Sekcja Geriatryczna Polskiego Towarzystwa Lekarskiego.

## Wydawnictwa książkowe
- Geriatria z elementami gerontologii ogólnej, red. T. Grodzicki, J. Kocemba, A. Skalska, Via Medica Gdańsk 2006.
- Multidyscyplinarne aspekty opieki geriatryczno-gerontologicznej, red. Anna Jakrzewska-Sawińska, Poznań 2007.
- Polska w obliczu starzenia się społeczeństwa. Diagnoza i program działania, PAN, Komitet Prognoz „Polska 2000 plus”, Warszawa 2008.
- Stuart-Hamilton Ian, Psychologia starzenia się, Zysk i S-ka, Poznań 2006.
- Szatur-Jaworska B., Błędowski P., Dzięgielewska M., Podstawy Gerontologii Społecznej, Aspra-JR, Warszawa 2006.
- Wybrane problemy osób starszych, red. Agnieszka Nowicka. wyd. II, Oficyna Wydawnicza „Impuls”, Kraków 2008.
- Zych Adam A., Słownik gerontologii społecznej, Wydawnictwo Naukowe „Żak”, Warszawa 2001.
- Zych Adam A., Leksykon gerontologii, wyd. IV, Oficyna Wydawnicza „Impuls”, Kraków 2019.
- Zych Adam A., Przekraczając 'smugę cienia'. Szkice z gerontologii i tanatologii, wyd. II, Wydawnictwo Naukowe „Śląsk”, Katowice 2013.
- Zych Adam A. (red.), Encyklopedia starości, starzenia się i niepełnosprawności, Thesaurus Silesiae, Katowice 2017, t. 1.